# Bellagio (hotel)
Bellagio é um luxuoso hotel e casino da cidade de Las Vegas, Nevada, nos Estados Unidos. O Bellagio localiza-se na famosa Las Vegas Strip em frente ao também requintado Paris Las Vegas. A construção do hotel foi inspirada pelos resorts do Lago de Como, na Itália. Atualmente o Bellagio faz parte do conglomerado de hotéis controlados pela MGM Mirage. Dentre as várias atrações do Bellagio, se destacam os espectáculos de água e luz que oferece aos turistas, tendo como cenário o lago artificial e a fachada do hotel. O Bellagio ainda apresenta o espetáculo "O" do Cirque du Soleil.

## História
O Bellagio Hotel e Casino foi concebido por Steve Wynn e sua construção foi financiada pela Mirage Resorts no local onde antes se erguia o Dunas Hotel e Casino. A Mirage Resorts havia comprado o Dunas e o demolido em 1993 para dar lugar a um hotel maior e mais moderno. A construção do novo hotel custou cerca de 1,6 bilhão de dólares para os construtores.
O tão esperado e moderno hotel Bellagio foi inaugurado em 15 de outubro de 1998 com uma cerimônia que teve início por volta das 11 h da manhã. A preparação da cerimônia, que contou com a presença da elite VIP da cidade, custou mais 88 milhões de dólares para os investidores. Durante sua inauguração foi o hotel mais caro já construído.
No ano de 2001, o Bellagio, junto com uma gama de hotéis da Las Vegas Strip, se tornou propriedade da poderosa MGM Mirage após a fusão da Mirage Resorts e MGM Grand Inc.
O hotel, hoje um dos mais luxuosos dos Estados Unidos, emprega cerca de 10 mil funcionários que trajam uniformes elegantes (como já foi definido por revistas e jornais de moda). O cassino e hotel foi totalmente reformado em 2009.

## Atrações

### The Fountains of Bellagio

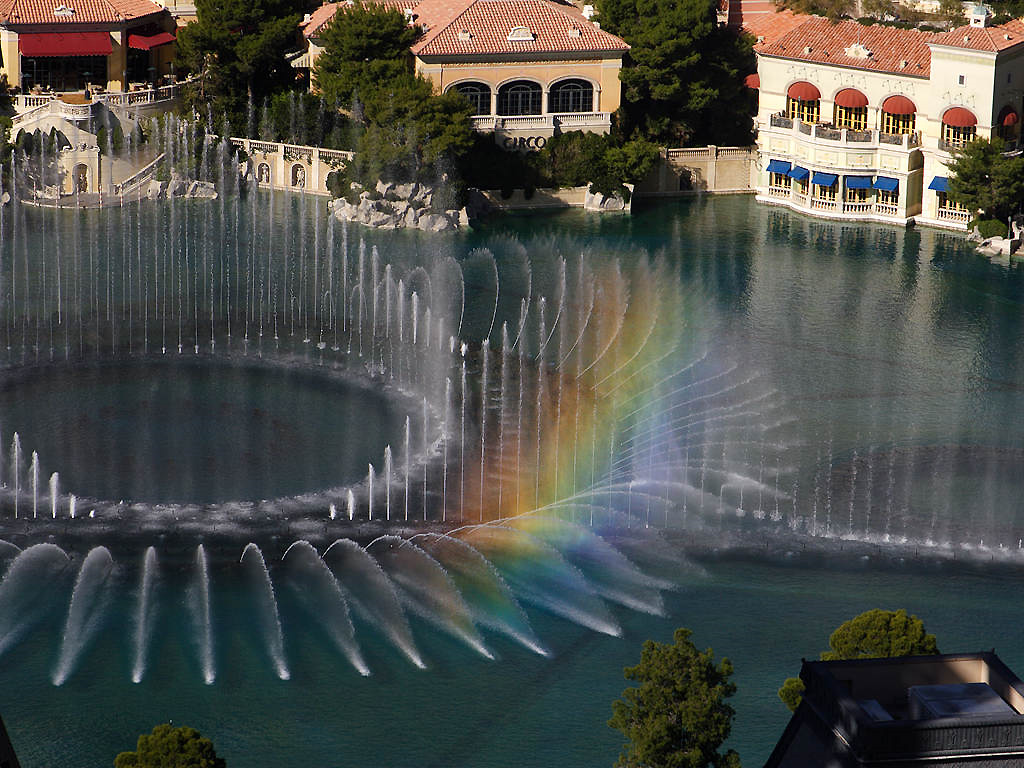
O espetáculo Fountains of Bellagio durante o dia.

As Fountains of Bellagio (em português:Fontes do Bellagio) são a maior atração da Strip de Las Vegas. Constituem um espetáculo luminoso que envolve as fontes do lago artificial do Bellagio em performances com efeitos audiovisuais, tendo como cenário principal a fachada do hotel.
O espetáculo pode ser apreciado de vários locais da Strip e tem hora marcada: de 30 em 30 minutos durante a tarde e de 15 em 15 minutos durante a noite. Além do espetáculo visual, as fontes do Bellagio também reproduzem canções conhecidas, criando um efeito inédito em cassinos. Dentre algumas canções reproduzidas durante o show, se destacam:
- My Heart Will Go On - Celine Dion
- Fly Me to the Moon - Frank Sinatra
- Viva Las Vegas - Elvis Presley
- Your Song - Elton John
- Time to Say Goodbye - Andrea Bocelli and Sarah Brightman
- Holiday - Madonna
- The Star-Spangled Banner (hino nacional dos Estados Unidos) - Whitney Houston

As fontes estão instaladas num lago artificial de 36 mil m² e deram origem a um mito urbano de que as águas presentes no lago são águas residuais do hotel. A diretoria do hotel já declarou que o lago é 100% limpo e que as fontes passam por manutenção periodicamente. O espectáculo manipula cerca de 1.200 fontes e 4.500 lâmpadas com custo total de construção de mais de US$ 75 milhões. As fontes foram criadas pela WET Design, uma empresa especializada em fontes e parques públicos com lagos artificiais.

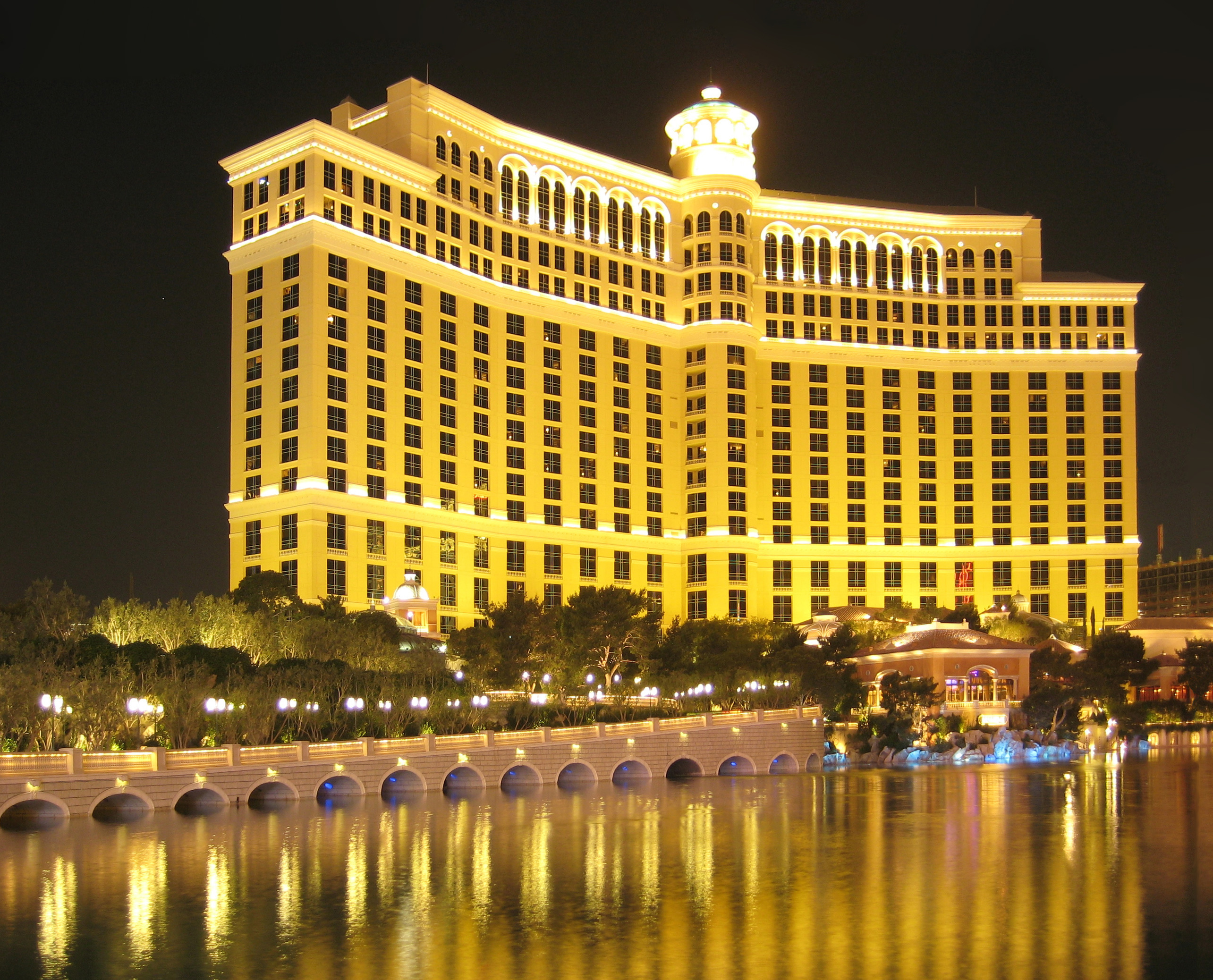
Bellagio e sua iluminação surpreendente à noite.

### Estufa
O Bellagio também possui uma estufa que é modificada a cada 5 anos e apresentam 5 temáticas diferentes: Primavera, Verão, Outono, Inverno e o Ano-novo chinês.

## Reconhecimento
O Bellagio Hotel já recebeu inúmeras homenagens incluindo o status de hotel cinco estrelas e cinco diamantes.

## Na Cultura Popular
O Bellagio já foi cenário de vários filmes e seriados norte-americanos ou internacionais.
O Bellagio foi filmado no filme Lucky You de 2007 e também aparece constatemente no filme 21:Quebrando a Banca de 2008.
O hotel também apareceu no filme Ocean's Eleven de 2001 e na sequência Ocean's Thirteen de 2007.
O Hotel Bellagio já apareceu em Os Simpsons, quando Homer vai a Las Vegas depois de deixar Bart num acampamento.
O Bellagio é um dos únicos hotéis a não fazer parte da cidade fictícia de Las Venturas na série Grand Theft Auto.
O hotel aparece em várias vezes na série CSI nas cenas de transições, que sempre mostram paisagens da cidade Las Vegas.
O Hotel Bellagio foi cenário da premiação Billboard Music Awards de 2001 aonde Britney Spears dançou em suas águas sobre uma plataforma com um show das fontes atrás.
O Hotel também aparece em uma cena do filme Bolt - o supercão, em uma cena que mostra as atrações com a água e fogos de artifício.